# Merinanus oblongus
Merinanus oblongus är en skalbaggsart som beskrevs av Marc Lacroix 1993. Merinanus oblongus ingår i släktet Merinanus och familjen Melolonthidae. Inga underarter finns listade i Catalogue of Life.